# Alfred von Degenfeld

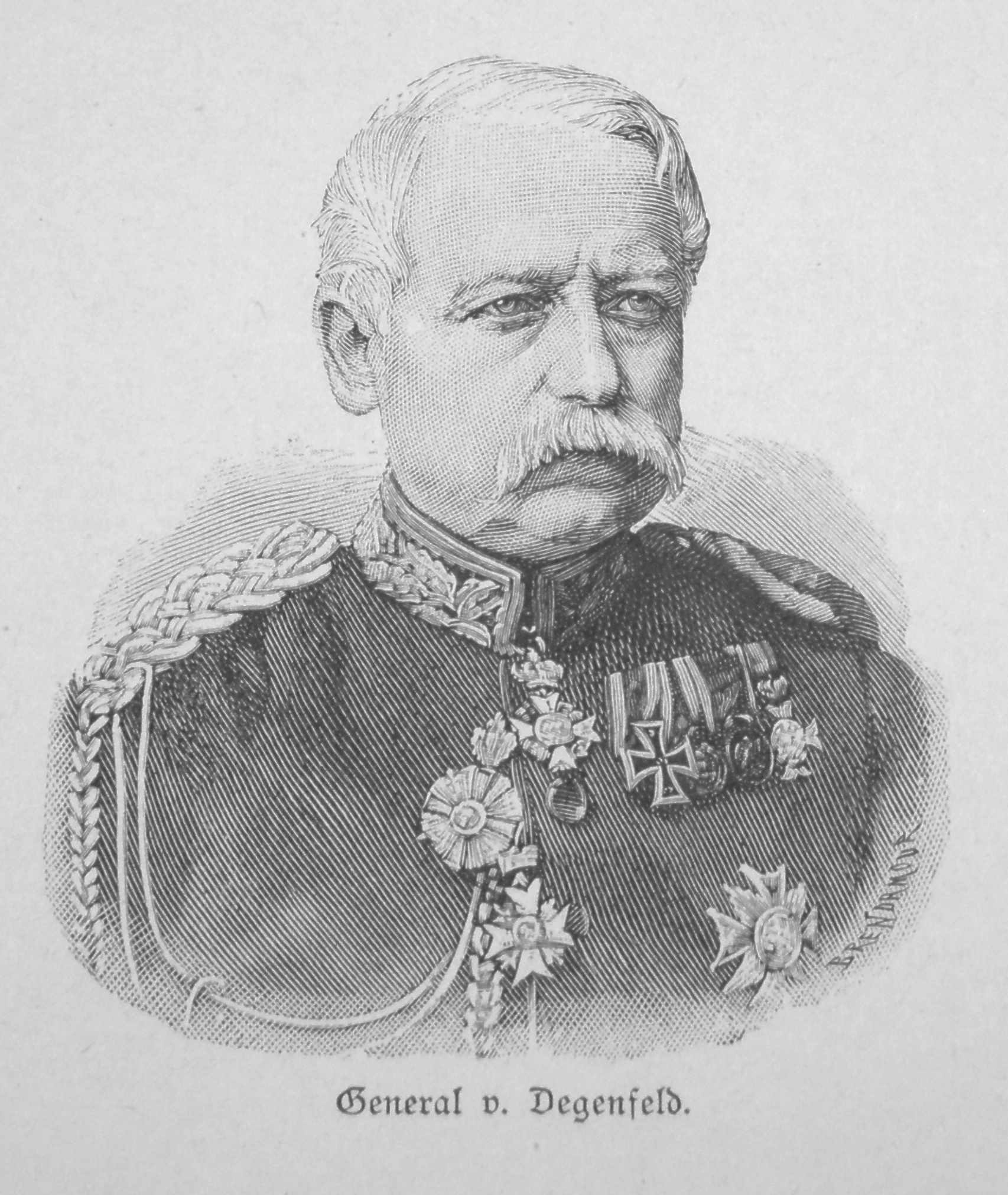
Alfred Ludwig von Degenfeld

Alfred Emil Ludwig Philipp Freiherr von Degenfeld (* 9. Februar 1816 in Gernsbach; † 16. November 1888 in Karlsruhe) war ein badisch-preußischer Generalleutnant und Abgeordneter im Reichstag.

## Leben

### Herkunft
Alfred von Degenfeld war der jüngere Sohn des Christoph Ferdinand IV. Philipp von Degenfeld (1772–1858) und dessen Ehefrau Augusta, geborene von Freystedt (1780–1861). Sein älterer Bruder Ferdinand Christoph starb bereits 1844 in Folge einer geistigen Erkrankung, so dass Alfred den gesamten Besitz des Vaters erbte, bestehend aus der Grundherrschaft auf Neuhaus sowie der Mitherrschaft auf dem Eulenhof, zu Ehrstädt, Unterbiegelhof, Waibstadt und Wagenbach. Er wurde 1861 mit den Gütern des Vaters belehnt und war damit der letzte Lehensträger aus der Linie Degenfeld-Neuhaus, bevor die Güter 1862 in den Eigenbesitz der Familie übergingen.

### Militärkarriere
Degenfeld trat 1833 in das 3. Infanterie-Regiment der Badischen Armee ein und stieg bis 1845 zum Hauptmann und Kompaniechef im 1. Infanterie-Regiment auf. 1848/49 war er am Feldzug gegen revolutionäre Freischaren beteiligt. 1849 wurde er vorübergehend in den Ruhestand versetzt, dann aber wieder in den Innendienst des Regiments berufen. 1850 kam er bei der Wiederaufstellung des badischen Armeekorps zum 2. Infanterie-Regiment, 1855 zum Leibgrenadier-Regiment. 1858 wurde er zum Major und 1861 als Oberstleutnant zum Kommandeur des II. Füsilier-Bataillons ernannt. 1863 war er Kommandant des badischen Kontingents in der Festung Rastatt, wurde aber 1864 aufgrund eines Garnisonswechsels von diesem Kommando enthoben. 1865 avancierte Degenfeld zum Oberst und erhielt das Kommando über das Leibgrenadier-Regiment. Am Krieg 1866 nahm Degenfeld mit seinem Regiment als Teil der Badischen Division unter dem Kommando des Prinzes Wilhelm im Rahmen des Mainfeldzuges an dem erfolgreichen Gefecht bei Hundheim am 23. Juli 1866, dem Gefecht bei Werbach am 24. Juli 1866 und am nächsten Tag am Gefecht bei Gerchsheim teil. 1868 erfolgte die Beförderung zum Generalmajor und Kommandeur der 2. Infanterie-Brigade.
Im Krieg gegen Frankreich gehörte Degenfeld 1870/71 mit seiner Brigade zur Badischen Division im XIV. Korps unter General August von Werder. Vom 16. August bis 27. September 1870 war die Brigade ein Teil der Belagerungstruppen vor Straßburg. Am 1. Oktober 1870 wurde er in die Vogesen kommandiert, um die sich dort sammelnden Francs-tireurs zu zerstreuen. Insgesamt wurden für diese Kämpfe vom XIV. Korps vier Brigaden eingesetzt. Alle diese Einheiten erhielten Verstärkungen durch zusätzliche Artillerie und selbstständige Kavallerieverbände, um selbstständig vorgehen zu können.
Der Krieg gegen die Vogesenarmee unter Giuseppe Garibaldi führte zu mehreren kleineren Gefechten, da die nicht ausgebildeten und nicht einheitlich geführten französischen Freiwilligen es vermieden, sich einem geschlossenen Verband deutscher Truppen in offener Schlacht gegenüberzustellen. Orte mit nennenswerten Gefechten waren unter anderem Raon l’Etape, Nompatelize, St. Die, Etuz am Oignon, Pasques in der Nähe von Dijon, und vereint mit der Brigade des Prinzen Wilhelm von Baden, bei Nuits gegen die Division des französischen General Camille Crémer. Er nahm hier am Gefecht bei Villersexel teil und konnte sich danach zusammen mit den weiteren deutschen Verbänden erfolgreich absetzen und beim Marsch auf Belfort einen Vorsprung von zwei Tagen herausholen, in denen eine Verteidigungsstellung an der Lisaine errichtet wurde.
In der Schlacht an der Lisaine befehligte Degenfeld vom 15. bis 17. Januar 1871 den rechten Flügel der deutschen Stellung bei Frahier. Er musste am 16. Januar den Ort Chenebier räumen, als die Ostarmee versuchte, seine Stellung zu umfassen. General von Degenfeld konnte hierbei seine Stellung gegen zahlenmäßig weit überlegene Gegner über einen Zeitraum von ca. zehn Stunden halten. Am nächsten Tag gelang einer weiteren badischen Brigade (Keller) im Gegenstoß die alte Stellung an der Lisaine zurückzuerobern. Für sein Wirken während des Krieges erhielt Degenfeld das Kommandeurkreuz mit Stern des Militär-Karl-Friedrich-Verdienstordens und Eichenlaub und Schwerter zum ihm 1866 verliehenen Kommandeurkreuz II. Klasse des Ordens vom Zähringer Löwen sowie beide Klassen des Eisernen Kreuzes.
Nach dem Friedensschluss wurde er am 15. Juli 1871 als Generalmajor in den Verband der Preußischen Armee übernommen und zum Kommandeur der 56. Infanterie-Brigade ernannt, bereits aber am 18. Oktober 1871 unter Verleihung des Charakters als Generalleutnant mit Pension zur Disposition gestellt.

### Politik
Nach seiner Verabschiedung war Degenfeld, der 1880 zum Präsidenten des Badischen Militär-Vereins-Verbandes ernannt worden war und 1885 wegen seiner „großen Verdienste […] um die badischen Militärvereine“ auch das Großkreuz des Ordens vom Zähringer Löwen erhalten hatte, von 1887 bis zu seinem Tod 1888 Reichstagsabgeordneter für den Wahlkreis Großherzogtum Baden 7 (Offenburg–Oberkirch–Kehl).
Degenfeld starb am 16. November 1888 in Karlsruhe. Die Beisetzung erfolgte nach einer Trauerfeier in Karlsruhe, an der auch Großherzog Friedrich und seine Gemahlin sowie Prinz Karl teilnahmen, in der Familiengruft auf Schloss Neuhaus.

### Familie
Er heiratete am 4. Mai 1844 in Karlsruhe Augusta Gräfin von Sponeck (1823–1890). Der Ehe entstammten vier Kinder:
- Ferdinand (1850–1870), gefallen im Gefecht bei Nuits
- Hedwig (1845–1903) ⚭ Alexander von Gemmingen (1838–1913), württembergischer Kammerherr
- Auguste (1847–1921) ⚭ Leopold Theodor von Adelsheim (1838–1897), badischer Kammerherr
- Wilhelmine (1860–1887)